# 30 tháng 8
Ngày 30 tháng 8 là ngày thứ 242 (243 trong năm nhuận) trong lịch Gregory. Còn 123 ngày trong năm.

## Sự kiện
- 1363 – Bắt đầu trận hồ Bà Dương giữa quân Minh của Chu Nguyên Chương và quân Hán của Trần Hữu Lượng, đều là thế lực nổi dậy chống quân Nguyên.
- 1835 – Melbourne được thành lập.
- 1836 – Các doanh nhân bất động sản John Kirby Allen và Augustus Chapman Allen thành lập thành phố Houston.
- 1873 – Các nhà thám hiểm người Áo khám phá quần đảo Zemlya Frantsa-Iosifa trên vùng biển Bắc cực, đảo nay thuộc về Nga.
- 1914 – Chiến tranh Thế giới lần thứ nhất: Quân Đức dưới sự chỉ huy của nguyên soái Paul von Hindenburg đánh bại Tập đoàn quân số 2 Nga trong trận Tannenberg lừng lẫy của Mặt trận phía Đông.
- 1917 – Lính khố xanh người Việt tại Thái Nguyên thuộc Bắc Kỳ dưới quyền chỉ huy của Trịnh Văn Cấn bắt đầu tiến hành nổi dậy chống lại thực dân Pháp, sau đó làm chủ tỉnh lị.
- 1945 – Vua Bảo Đại thoái vị.
- 1974 – Một quả bom phát nổ tại trụ sở Mitsubishi Heavy Industries tại Tokyo, Nhật Bản khiến tám người thiệt mạng và 378 người bị thương.
- 1984 – Trong Chương trình tàu con thoi, Tàu con thoi Discovery khởi hành chuyến đi đầu tiên của nó từ Trung tâm vũ trụ Kennedy, Florida.
- 1992 – Tay đua người Đức Michael Schumacher giành chiến thắng trong cuộc đua công thức 1 đầu tiên của ông tại giải Grand Prix Bỉ.

## Sinh
- 1748 – Jacques-Louis David, họa sĩ người Pháp (m. 1825)
- 1797 – Mary Shelley, nhà văn Anh (m. 1851)
- 1852 – Jacobus Henricus van 't Hoff, nhà hóa học hữu cơ và hóa học vật lý được nhận giải Nobel (m. 1911)
- 1860 – Isaac Ilyich Levitan, họa sĩ người Nga (m. 1900)
- 1871 – Ernest Rutherford, người gốc New Zealand đoạt giải Nobel hóa học (m. 1937)
- 1884 – Theodor Svedberg, nhà hóa học người Thụy Điển được nhận giải Nobel (m. 1971)
- 1930 – Warren Buffett, nhà đầu tư thành công nhất thế giới, chủ tịch & CEO của công ty Berkshire Hathaway
- 1972 – Pavel Nedved, cầu thủ bóng đá người Séc.
- 1972 – Cameron Diaz, nữ diễn viên, nhà sản xuất, tác giả và người mẫu người Mỹ.
- 1979 – Dương Di, Nữ diễn viên TVB, vị trí nhất tỷ sau khi Xa Thi Mạn rời khỏi.
- 1982 – Andy Roddick,vận động viên quần vợt người Mỹ, cựu số 1 thế giới.
- 1990 – Lưu Thị Diễm Hương, Hoa hậu Thế giới người Việt 2010.
- 1999 – Nguyễn Ngọc Huyền, nữ diễn viên, nhà thiết kế, người mẫu người Việt Nam

## Mất
- 1483 – Vua Louis XI của Pháp (s. 1423)
- 2022 – Mikhail Sergeyevich Gorbachyov, Tổng thống duy nhất của Liên bang Xô viết, Tổng bí thư cuối cùng của Ban Chấp hành Trung ương Đảng Cộng sản Liên Xô  (s. 1931)